# کلیمنه

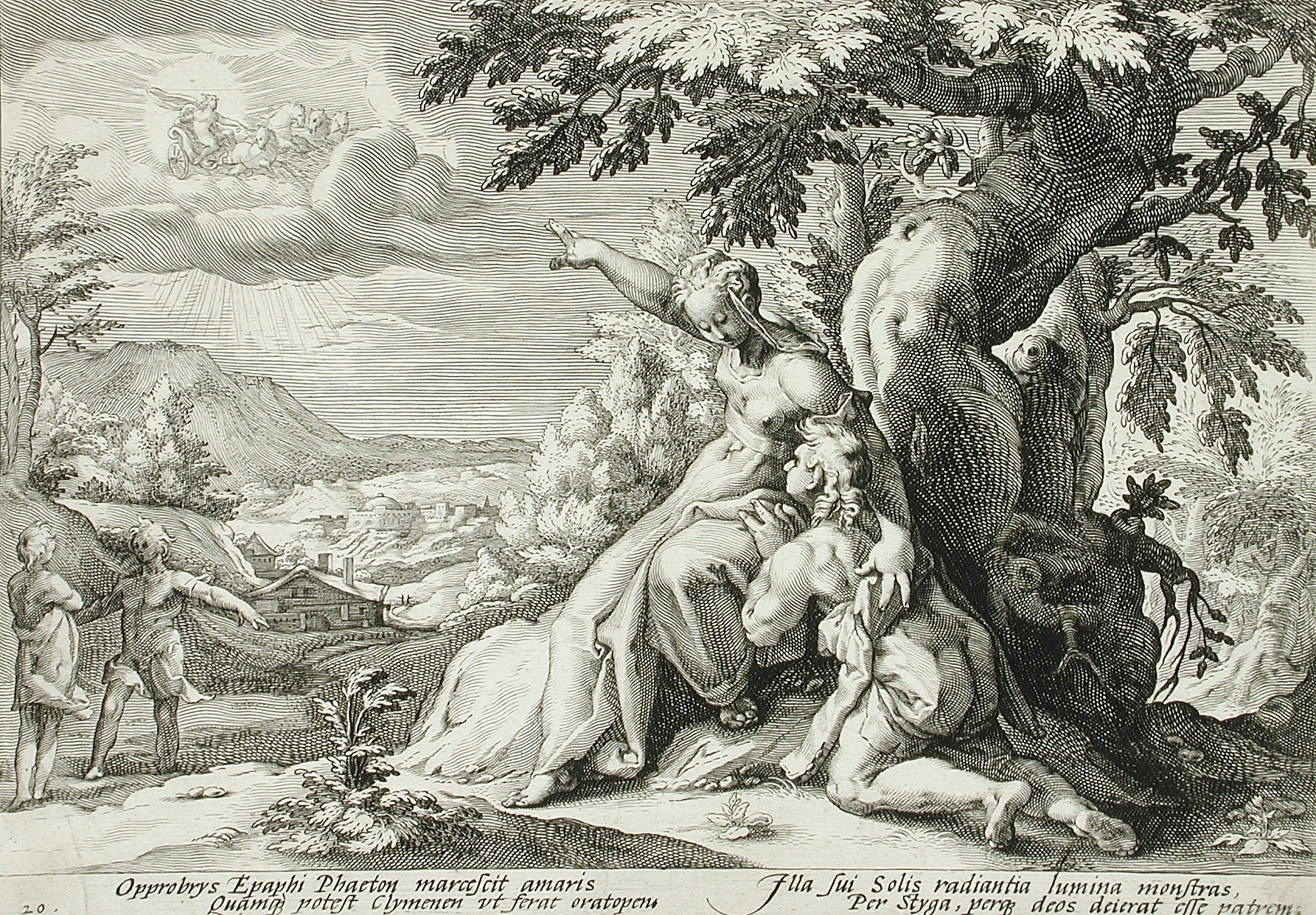
کلیمنه

کلیمنه(به انگلیسی: Clymene)، یکی از شخصیت‌های اساطیری یونان باستان است. کلیمنه یا آسیا دختر اقیانوس و تتیس، و از نخستین دودمان برخی از تایتان‌ها بود. بر اثر وصلت با اطلس، پرومتئوس و اپیمتئوس به دنیا آمدند. برخی او را همسر پرومته و برخی مادر هلن می‌دانند. 